# Capitocrassus castaneus
Capitocrassus castaneus là một loài bọ cánh cứng trong họ Cerambycidae.